# Черпак
Черпак е голяма разливателна лъжица, състояща се от дълга дръжка с дълбока купичка в края. Черпакът се използва за по-лесно сервиране на сосове, супи, компоти, мляко и др. от големи съдове за готвене (тигани, тенджери, казани) в съдове за ядене (чинии, чаши, шоли). Изработва се от най-често от метал, дърво, пластмаса, но може да е от купроникел (сплав от мед и никел) или сребро.
Стандартният черпак е с вместимост 0,14 л. През 20 век, черпаците обикновено са били от метал (от неръждаема стомана или алуминий). В края на 20 и началото на 21 век се появяват и пластмасови черпаци.